# Coenosia albipila
Coenosia albipila är en tvåvingeart som beskrevs av Stein 1918. Coenosia albipila ingår i släktet Coenosia och familjen husflugor. Inga underarter finns listade i Catalogue of Life.